# Pieter van den Broeck
Pieter van den Broeck (Kortenhoef, 15 februari 1880 – Zeist, 16 december 1960) was een Nederlands schilder, bouwkundige en bestuurder. Hij was de enige van de klassieke Kortenhoefse schilders die ook in het dorp geboren is.

## Leven en werk

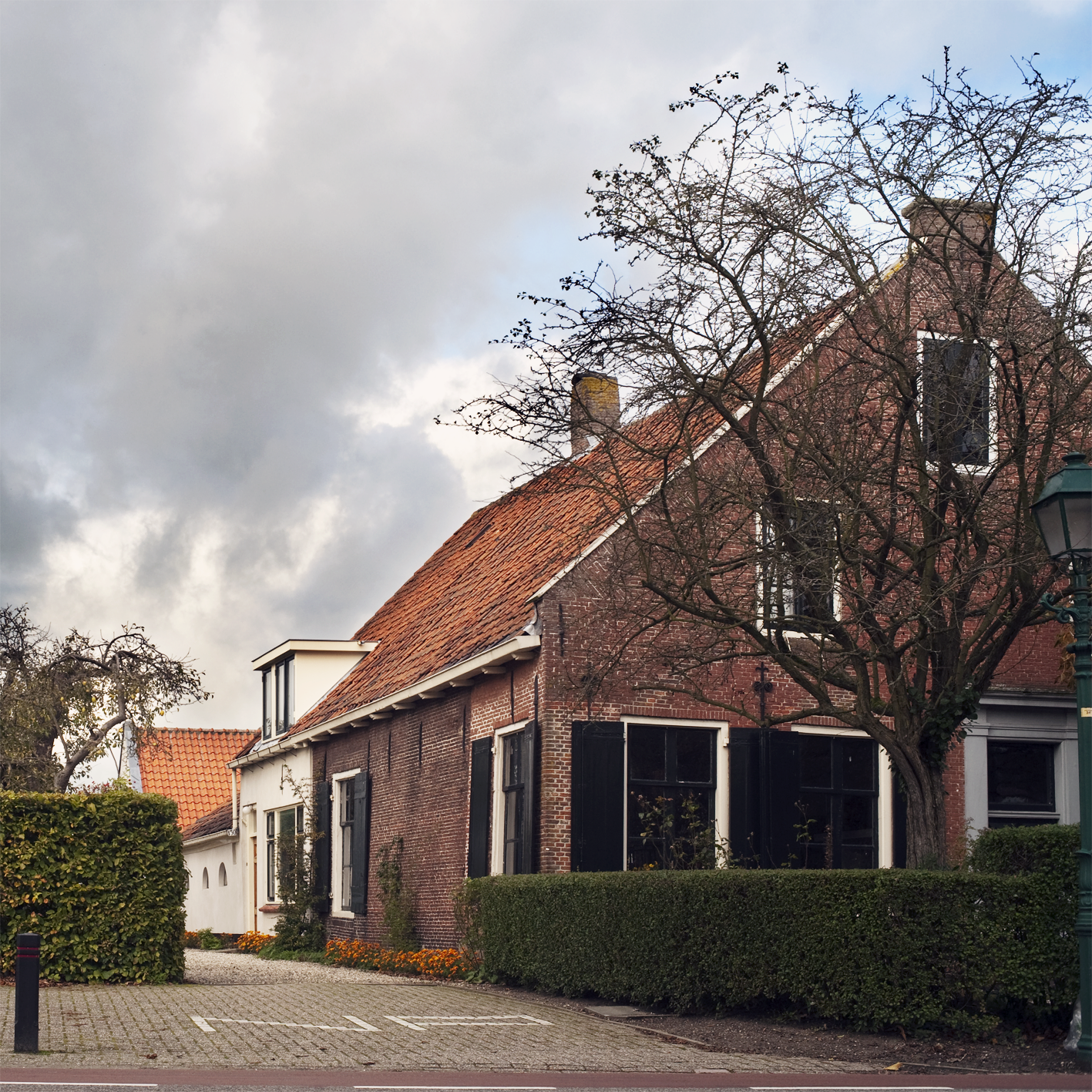
Het geboortehuis van Pieter van den Broeck

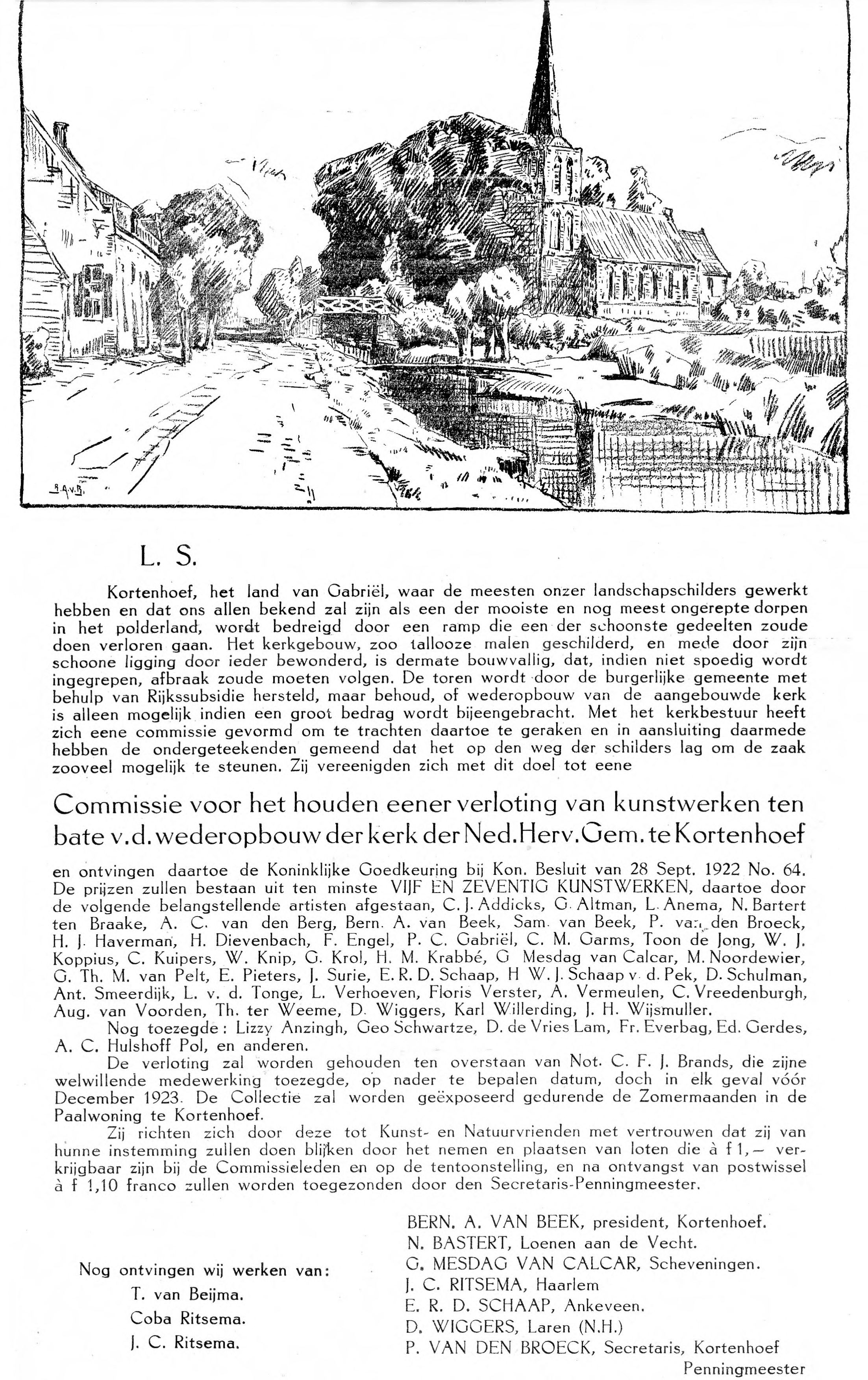
Flyer voor de verloting van kunstwerken voor de restauratie van de NH kerk in Kortenhoef, 1922.

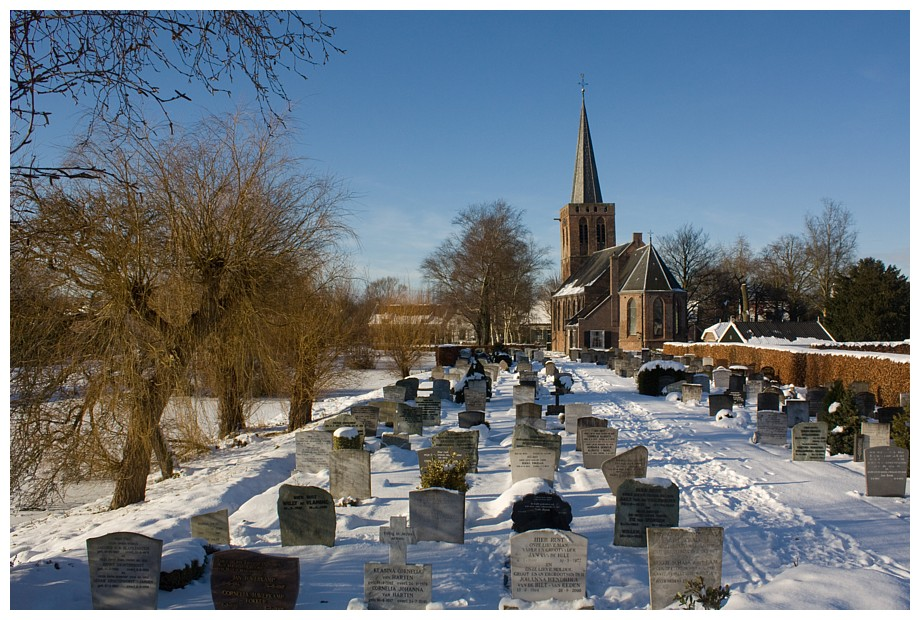
De Hervormde kerk in Kortenhoef

Pieter van den Broeck werd geboren als kind van broodbakker Barend van den Broeck en Alijda Koenen. In zijn jonge jaren werd Kortenhoef in groten getale bezocht door schilders van de Haagse School, onder aanvoering van Constant Gabriël. Het gezin Van den Broeck woonde naast Het Rechthuis, de oude dorpsherberg (tot 1910 ook de raadkamer van de gemeente) waar de kunstenaars samen kwamen en vaak logeerden tijdens hun verblijf in het dorp. De jonge Pieter raakte door deze contacten blijkbaar geïnspireerd en ging zelf schilderen. Hoewel hij voor zover bekend geen kunstopleiding heeft genoten, lijkt het aannemelijk dat hij veel aanwijzingen heeft gehad van de schilderende bezoekers uit die tijd. Twee zussen van hem trouwden later met bekende schilders: Alijda met Jacob Ritsema (een leerling van Gabriël) en Geertje met de Rotterdammer August Willem van Voorden. Zelf trouwde Van den Broeck in 1914 met Gerarda Meerdink.
Pieter volgde een opleiding tot bouwkundige, maar moest om gezondheidsredenen ontslag nemen bij het architectenbureau waar hij werkte. Hij begon vervolgens een groentekwekerij.
Van den Broeck liet naar eigen ontwerp een huis op een terp aan de Kortenhoefsedijk bouwen. Achter het huis bevond zich een groot atelier waarin Van den Broeck vaak samen met anderen schilderde, met name Jacob Ritsema werkte hier vaak.
Rond 1910 exposeerde Van den Broeck samen met gerenommeerde schilders als Constant Gabriël, Geo Poggenbeek, Jan Wijsmuller, Bernard van Beek, het echtpaar Schaap-Van der Pek en zijn zwagers Jacob Ritsema en August van Voorden in de Karekiet, het beroemde atelier van hun collega Geesje Mesdag-van Calcar.
Toen in 1922 het veel geschilderde oude Hervormde kerkje van Kortenhoef door bouwvalligheid dreigde in te storten, organiseerde Van den Broeck een grote verloting van kunstwerken. Dat hij goede contacten onderhield in de kunstwereld, blijkt uit het feit dat er 75 schilderijen werden ingebracht door bekende kunstenaars. Van den Broeck werd zelf opzichter van de restauratie.
Van den Broeck was naast zijn andere activiteiten ook lange tijd wethouder van de gemeente Kortenhoef.
In 1928 werd Van den Broeck door de gemeente Zeist, waar zijn schoonvader eerder zelf wethouder was geweest, aangesteld als opzichter van gemeentewerken. Hij bleef tot zijn dood in 1960 in Zeist wonen en werd begraven in Kortenhoef, vlak achter het kerkje dat hij had helpen redden.
Pieter van den Broeck was oom van de schilder Barend van Voorden, een zoon van August Willem.